# Revaz Dzodzuashvili
Revaz Mikhaylovich Dzodzuashvili (Kutaisi, 15 de abril de 1945) é um ex-futebolista e técnico de futebol georgiano, que atuava como defensor.

## Carreira
Dzodzuashvili fez 49 jogos pela Seleção Soviética e participou da Copa do Mundo FIFA de 1970 e da Euro 1972. Depois do Euro 1972, juntamente com seus colegas de equipe da União Soviética - Murtaz Khurtsilava e Evgeni Rudakov - ele foi nomeado para a equipa oficial do torneio, onde também foram apresentados grandes jogadores como Franz Beckenbauer, Gerd Müller, Paul Breitner, Uli Hoeness e Günter Netzer.
Depois de se aposentar de competições, ele se tornou um treinador de futebol, incluindo um período como treinador da Seleção Letã.

## Títulos

### Treinador
Dinamo Tbilisi
- Campeonato Georgiano de Futebol: 1991–92

FC Torpedo Kutaisi
- Campeonato Georgiano de Futebol: 2001–02

FC Olimpi Rustavi
- Campeonato Georgiano de Futebol: 2006–07